# Volker Herold
Volker Herold (* 29. Januar 1959 in Thale) ist ein deutscher Schauspieler und Regisseur.

## Werdegang
Von 1982 bis 1986 absolvierte Herold die Hochschule für Schauspielkunst Ernst Busch Rostock. Er erhielt Gastverträge in Leipzig, Tübingen und Frankfurt (Oder) und war von 1986 bis 1989 am Meininger Theater engagiert. Von 1989 bis 1990 war Herold am Landestheater Dessau engagiert. Seit 1990 ist Herold freiberuflich in Berlin aktiv und beteiligt sich unter anderem an diversen Projekten mit Jo Fabian & example dept. Seit 1996 führt Herold Gastregie am Leipziger Schauspielhaus, am Volkstheater Rostock, an den Uckermärkischen Bühnen Schwedt, am Staatsschauspiel Dresden und am Landestheater Neubrandenburg-Neustrelitz. Seit 1998 ist Herold zudem Gast am Kabarett Die Oderhähne, Frankfurt (Oder). Im Jahr 2008 spielte er den Pförtner im Musical Elixier (Musik von Tobias Künzel).
Seit Anfang der 1990er-Jahre ist Herold zudem in Film und Fernsehen aktiv. Seine erste Hauptrolle erhielt er 1990 in der Folge Das Duell der Kriminalfilmreihe Polizeiruf 110, in der er in den Wirren der Wendezeit den brutalen Einbrecher Holm verkörperte. Es folgten zahlreiche Nebenrollen, vornehmlich in Fernsehserien. Einem größeren Fernsehpublikum wurde Herold als Bernd Plenske in der Sat.1-Telenovela Verliebt in Berlin bekannt. Er verkörperte diese Rolle von 2005 bis 2007. 2009 war er als „Piefke“ Fischer, in der Serie Klinik am Alex auf Sat.1 zu sehen. Er entwickelte, schrieb und betreute „Piefkes“ Tagebuch zudem in 28 Episoden auf der Webseite von Sat.1.

## Filmografie (Auswahl)
- 1990: Polizeiruf 110: Das Duell
- 1991: Polizeiruf 110: Mit dem Anruf kommt der Tod
- 1992: Freunde fürs Leben (Fernsehserie)
- 1995: Polizeiruf 110: Im Netz
- 1997: Verbotene Liebe (Fernsehserie, eine Episode)
- 1998: Moments in Monochrome
- 1998: Die Wache (Fernsehserie, eine Episode)
- 1999: Downhill City
- 2001: Alarm für Cobra 11 – Die Autobahnpolizei (Fernsehserie, eine Episode)
- 2005: Liebes Spiel
- 2005–2007: Verliebt in Berlin (Fernsehserie)
- 2006: Verliebt in Berlin – Das Ja-Wort
- 2007: Schloss Einstein (Fernsehserie, 4 Folgen)
- 2009: Liebe ist Verhandlungssache
- 2009: SOKO Wismar (Fernsehserie, eine Episode)
- 2009–2012: Klinik am Alex (Fernsehserie)
- 2010: Callgirl Undercover
- 2014: Morden im Norden (Fernsehserie, Folge Gevatter Tod)
- 2021: SOKO Potsdam (Fernsehserie, Folge Bittersüßer Tod)